# Christina Jane Corrie
Christina Jane Corrie (de soltera MacPherson, posteriormente Thynne) (1867–1937) fue la fundadora de la Liga Electoral Femenina de Queensland. 

## Biografía
Christina Jane MacPherson nació el 26 de julio de 1867 en Helensburg-on-Clyde, Escocia, hija de James Drummond MacPherson.
Se casó con el arquitecto de Brisbane, Leslie Gordon Corrie, el 25 de marzo de 1899 en la iglesia de St Thomas, Enfield, Sídney.

## Política
Corrie estuvo involucrada en el Consejo Nacional de Mujeres de Queensland.
Su esposo Leslie Corrie era concejal y alcalde de la ciudad de Brisbane. Como su esposa, Christina sirvió como dama alcaldesa. Aprovechó su prominencia pública para lanzar la Liga Electoral Femenina de Queensland en 1903 para avanzar en la causa del sufragio femenino en Queensland. Fue elegida su primera presidenta el 27 de julio de 1903.
Tras la muerte de su esposo Leslie Corrie el 2 de agosto de 1918, se casó con Andrew Joseph Thynne en la Iglesia Católica de San Patricio, Sídney, el 11 de octubre de 1922. Thynne murió el 27 de febrero de 1927.
Murió el 7 de mayo de 1937 en Brisbane después de una larga enfermedad. No fue enterrada con ninguno de sus esposos, sino que fue incinerada en privado en el crematorio Mount Thompson.